# St. Marien (Groß Dahlum)

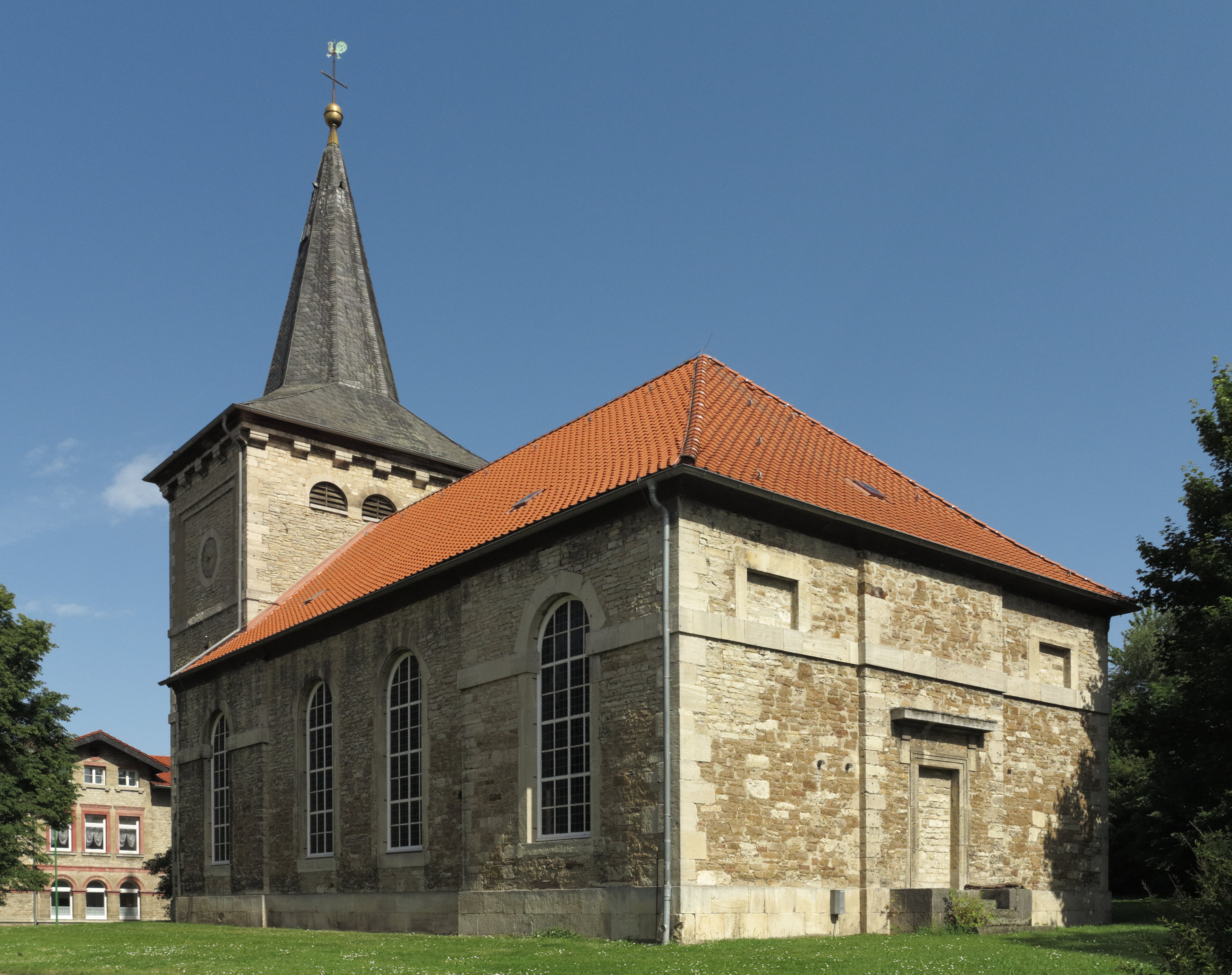
St. Marien

Die evangelisch-lutherische Kirche St. Marien steht in Groß Dahlum, dem größten Ort der Gemeinde Dahlum im Landkreis Wolfenbüttel von Niedersachsen. Die Kirchengemeinde gehört zum Pfarrverband Schöppenstedt-Nord der Propstei Schöppenstedt der Evangelisch-lutherischen Landeskirche in Braunschweig.

## Beschreibung
Bereits seit 1371 stand an derselben Stelle ein Vorgängerbau, der jedoch baufällig war, so dass er nicht erhalten werden konnte. Die danach entstandene Kirche ist im Laufe der Jahrhunderte mehrfach umgebaut worden. So lässt die Mauer im Osten des Kirchenschiffs noch heute den Ausbau der Kirche von 1774 erkennen. Das ehemalige Portal ist vermauert. Ab 1804 gab es erneute Umbauten, in deren Zuge u. a. das Leichenhaus abgerissen wurde. 
Die heutige klassizistische Kirche mit dem Kirchenschiff aus vier Achsen und dem querrechteckigen Kirchturm stammt aus dem Jahre 1820 und wurde vom Baumeister Carl Liebau aus Bruchsteinen errichtet. Das Kirchenschiff ist mit einem Satteldach bedeckt, das im Osten abgewalmt ist. Die Längswände sind mit Bogenfenstern bestückt. 1869 wurde der Kirchturm mit einem achtseitigen, schiefergedeckten, spitzen Helm versehen. 
Die Orgel aus dem Jahr 1853 wurde 1994 restauriert. Hinter dem Kanzelaltar ist eine halbkreisförmige Wand aufgestellt, die wie eine Apsis wirkt.
In den Jahren 1876 und 1877 kam es zu Baumaßnahmen, bei denen der bis dahin eingezogene Chor verbreitert wurde.

## Pfarrer
Von 1830 bis 1855 amtierte Georg August Friedrich Goldmann an St. Marien. Seine Beschwerde wegen schwerer Wildschäden auf den Feldern der Gemeinde beim örtlichen Wald- und Jagdherrn Hans von Veltheim, der zugleich herzoglicher Hofjägermeister war, wurde nicht nur abgewiesen, sondern sogar mit einer mehrmonatigen Haftstrafe belegt. Der Gemeinde galt er als „Märtyrer“.